# Tragedia

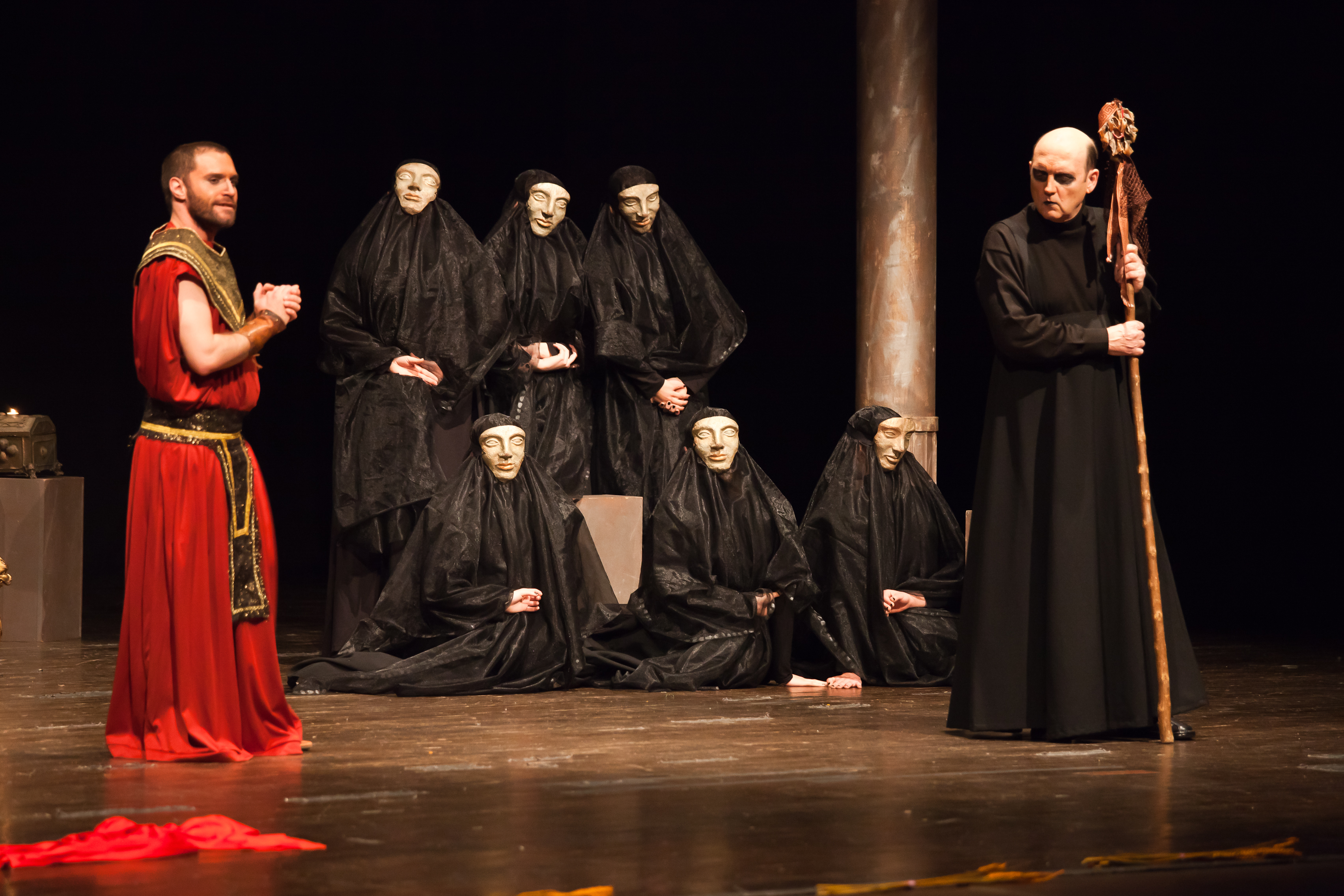
Edipo Rey, de Sófocles. Festival de Lugo de 2011.

La tragedia es una forma literaria, teatral o dramática del lenguaje solemne, cuyos personajes protagónicos son ilustres y se ven enfrentados de manera misteriosa, invencible e inevitable, a causa de un error fatal o condición de carácter (la llamada hamartia) contra un destino fatal ‘[fatum]', hado o sino los dioses, generando un conflicto cuyo final es irremediablemente triste: la destrucción del héroe protagonista, quien muere, enloquece o nunca se lo vuelve a ver.

## Etimología y concepto
El término procede de la voz griego tragoedia o “canto del macho cabrío” (τραγῳδία, palabra compuesta de τράγος “carnero” y ᾠδή “canción”) y alude a la canción de los griegos atenienses que era entonada procesionalmente en honor del dios Dioniso en sus fiestas Dionisias.
El género se define como una obra dramática de asunto terrible y desenlace funesto en la que intervienen personajes ilustres o heroicos, y emplea un estilo de lenguaje sublime o solemne. Aristóteles, en su Poética, dejó la primera definición del término:

La tragedia es la imitación de una acción de carácter elevado y completa, dotada de cierta extensión, en un lenguaje agradable, llena de bellezas de una especie particular según sus diversas partes, imitación que ha sido hecha o lo es por personajes en acción y no por medio de una narración, la cual, moviendo a compasión y a temor, obra en el espectador la purificación (catarsis) propia de estos estados emotivos […] Necesariamente hay en toda tragedia seis partes constitutivas, según las cuales cada obra trágica posee su cualidad propia; estas partes son la fábula o trama, los caracteres, la elocución, la manera de pensar o ideología, el espectáculo y el canto.

Las tragedias acaban generalmente en la muerte, el exilio o en la destrucción física, moral y económica del personaje principal, quien se enfrenta a un conflicto insoluble que le obliga a cometer un error fatal o hamartia al intentar "hacer lo correcto" en una situación en la que lo correcto simplemente no puede hacerse. El héroe trágico es sacrificado así a esa fuerza que se le impone, y contra la cual se rebela con orgullo insolente o hybris.
También existe un tipo de tragedia de sublimación, en las que el personaje principal es mostrado como un héroe que desafía las adversidades con la fuerza de sus virtudes, ganándose de esta manera la admiración del espectador, como es el caso de Antígona de Sófocles.
La tragedia nació como tal en Grecia con las obras de Tespis y Frínico, y se consolidó con la tríada de los grandes trágicos del clasicismo griego: Esquilo, Sófocles y Eurípides. Las tragedias clásicas se caracterizan, según Aristóteles, por generar una catarsis en el espectador.

## Evolución

### Tragedia griega

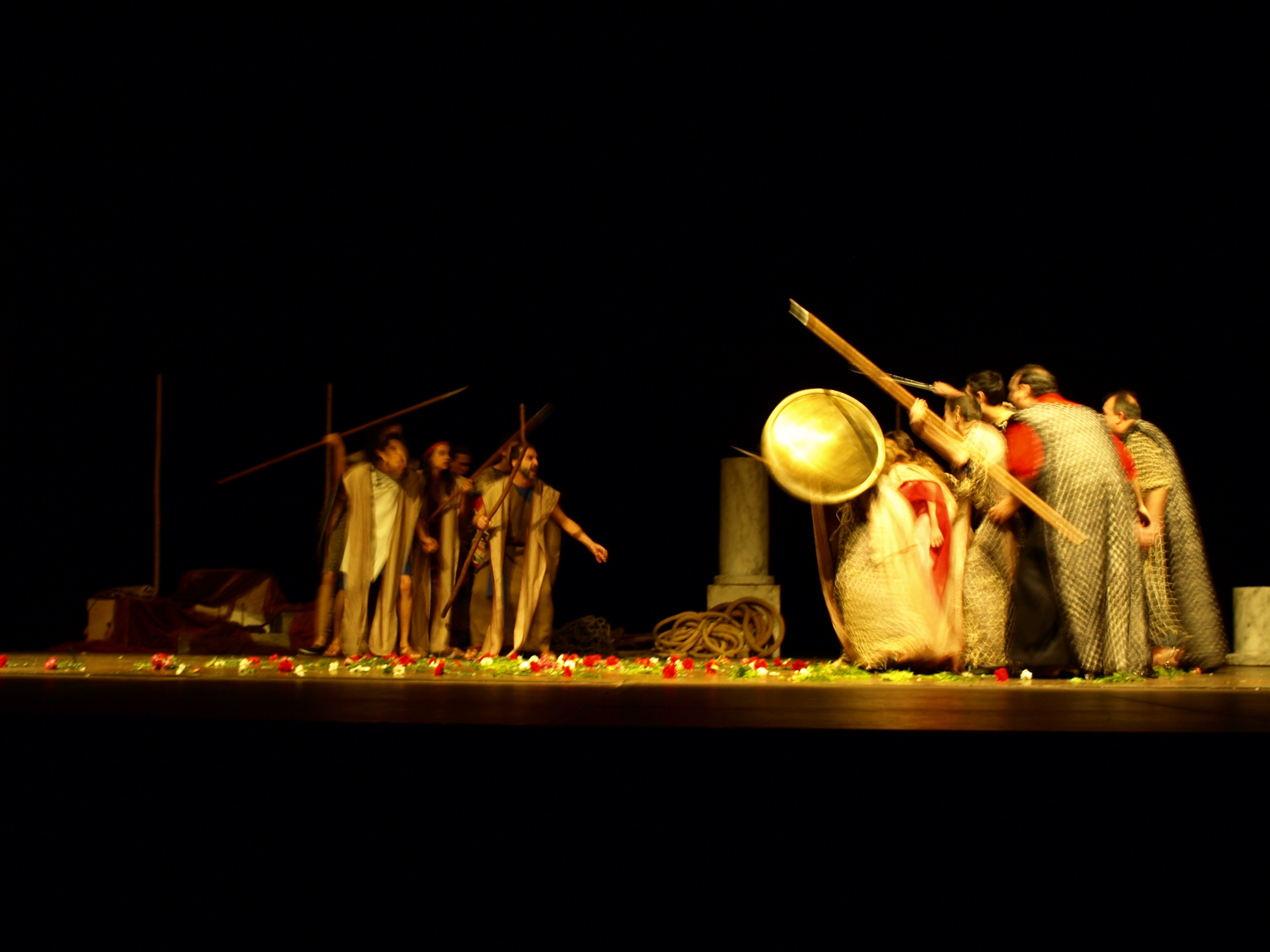
Antígona, de Sófocles. Festival de teatro grecolatino de Lugo, 2009.

La tradición atribuye a Tespis la primera composición trágica, pero apenas se conservan restos de sus obras. Después, entre otros autores, destacaron e hicieron evolucionar la tragedia, por orden cronológico, Esquilo, Sófocles y Eurípides.
Aristóteles en su Poética señala sobre las partes de la tragedia se dividen en prólogo, episodio, éxodo y la parte del coro, que se divide a la vez en párodo y estásimo. El prólogo precede al párodo del coro. Después vienen siete episodios entrelazados por cada estásimo para concluir con el éxodo, intervención del coro que no es cantada. En cuanto al estásimo, es un canto de coro sin anapesto ni troqueo.
- Prólogo: Según Aristóteles es lo que antecede a la entrada del coro. Las características generales son: se da la ubicación temporaria y se une el pasado del héroe con el presente; pueden participar tres actores pero solo hablan dos y el otro está mudo o puede ser un monólogo. Se le informa al espectador el porqué del castigo que va a recibir el héroe y en esta parte no interviene el coro.
- Párodos: cantos a cargo del coro durante la entrada por el párodo izquierdo presidido por un flautista. En esta parte se realiza un canto lírico, se dan danzas de avance y retroceso; se utiliza el dialecto dórico (más adecuado a los cantos corales debido a su musicalidad).
- Episodios: pueden ser hasta cinco, hay diálogo entre el coro y los personajes o entre personajes; es la parte más importante por ser la dramática por excelencia y expresa el pensamiento e ideas del personaje. Dentro de los episodios se pueden encontrar los agones, los cuales son pasajes en los que el protagonista se enfrenta dialécticamente con otro personaje.
- Estásimo: es la parte lírica-dramática donde el autor expresa sus ideas políticas, filosóficas, religiosas, etc.; hay de tres a cinco, es la segunda entrada del coro y en esta parte no danza. Los episodios son siempre separados por los estásimos. Estos mismos pueden estar divididos en estrofas y antiestrofas, las cuales son siempre pronunciadas por el coro, aunque en la festividad griega antigua, las antiestrofas eran dichas por un Corifeo (un representante del coro).
- Éxodo: es la parte final de la tragedia, hay cantos líricos y dramáticos, el héroe reconoce su error y es castigado (a veces con la muerte) por los dioses, sufriendo el pathos y muchas veces convirtiéndose en el pharmakon (el remedio para el mal). Es aquí donde aparece la enseñanza moral. El éxodo, como los estásimos, siempre lo pronuncia el coro o el Corifeo.[3]

### Tragedia latina
La primera tragedia latina la compuso Livio Andrónico y se representó en la vieja Roma en el año 514 de su fundación (240 a. C.) en tiempo del consulado de Cayo Claudio Centón y M. Sempiterno, unos ciento sesenta años después de la muerte de Sófocles y Eurípides y doscientos veinte años antes de la de Virgilio. Influenciado por Ennio, Pacuvio y Accio, Séneca compuso ya en la Edad de plata de la literatura latina once tragedias que se han conservado e influyeron poderosamente el teatro en lengua vulgar del Renacimiento y el Barroco; destaca en especial la inspirada en la tragedia homónima de Sófocles, Fedra.

### Tragedia moderna
La tragedia moderna surgió en la época del Renacimiento y por traducciones o imitaciones de la antigüedad. Cierto que se encuentran algunos ensayos en lengua vulgar, sobre todo, en Grecia, desde los siglo XIII al XVI pero es indudable que la primera tragedia regular es Sofonisba, compuesta por Gian Giorgio Trissino y representada en Roma en 1515. En 1552, el poeta Jodelle, el primero en Francia, hizo representar la tragedia de su invención Cleopatra cautiva. Robert Garnier (1544-1590), Alexandre Hardy y Jean Mairet siguieron su ejemplo hasta que en 1635 apareció Corneille, con su primera tragedia, Medea, siguiéndole después Racine que elevó a la perfección el restaurado género. Entre los autores modernos que más se han distinguido en la tragedia hay que citar:
- En España a Lope de Vega (El caballero de Olmedo, El castigo sin venganza) y Calderón de la Barca (El príncipe constante, El médico de su honra, La hija del aire) que compusieron verdaderas tragedias a pesar de titularlas comedias. También a Quintana, Cienfuegos, Huerta, Jovellanos, Francisco Martínez de la Rosa, Manuel Tamayo y Baus, Benito Pérez Galdós. En el siglo XX destacan especialmente Miguel de Unamuno (El otro) Federico García Lorca (Mariana Pineda, Bodas de sangre, La casa de Bernarda Alba) y Antonio Buero Vallejo (En la ardiente oscuridad, El tragaluz, Las meninas, La fundación).
- en Francia, Corneille y Racine, además de Crebillon, Voltaire, Lemercier,[9] Casimir Delavigne.
- en Italia, Metastasio, Alfieri y D'Annunzio.
- en Inglaterra, Shakespeare, Ben Jonson, Marlowe, Otway, Dryden, Addison.
- en Alemania y Austria, Goethe, Schiller, Grillparzer.
- en Dinamarca, Johannes Ewald.
- en México a Sergio Magaña, Rodolfo Usigli y Héctor Azar.

## Teorías
Definir la tragedia no es una cuestión sencilla, y existen muchas definiciones, algunas de las cuales son incompatibles entre sí. Oscar Mandel, en A Definition of Tragedy (1961), contrapuso dos formas esencialmente distintas de llegar a una definición. El primero es el que denomina derivativo, en el que se piensa que la tragedia es la expresión de un ordenamiento del mundo; "en lugar de preguntarse qué expresa la tragedia, la definición derivativa tiende a preguntarse qué se expresa a través de la tragedia". La segunda es la forma sustantiva de definir la tragedia, que parte de la obra de arte que se supone contiene la ordenación del mundo. Los críticos sustantivos "se interesan por los elementos constitutivos del arte, más que por sus fuentes ontológicas". Reconoce cuatro subclases: a. "definición por elementos formales" (por ejemplo, las supuestas "tres unidades"); b. "definición por situación" (cuando se define la tragedia, por ejemplo, como "la exhibición de la caída de un hombre bueno"); c. "definición por dirección ética" (cuando el crítico se preocupa por el significado, por el "efecto intelectual y moral"); y d. "definición por efecto emocional" (y por el "efecto moral"). "definición por efecto emocional" (y cita la "exigencia de piedad y temor" de Aristóteles).

### Aristóteles
Aristóteles escribió en su obra Poética que la tragedia se caracteriza por la seriedad e implica a una gran persona que experimenta una inversión de desgracia (Peripeteia). La definición de Aristóteles puede incluir un cambio de fortuna de mala a buena como en Euménides'], pero dice que es preferible el cambio de buena a mala como en Edipo Rey porque esto induce piedad y miedo en los espectadores. La tragedia da lugar a una catarsis (limpieza emocional) o curación para el público a través de su experiencia de estas emociones en respuesta al sufrimiento de los personajes del drama.
Según Aristóteles, «la estructura de la mejor tragedia no debe ser simple, sino compleja y que represente incidentes que despierten miedo y piedad -pues eso es peculiar de esta forma de arte». Esta inversión de la fortuna debe ser causada por la hamartia del héroe trágico, que a menudo se traduce como un defecto de carácter, o como un error (ya que la etimología griega original se remonta a hamartanein, un término deportivo que se refiere a un arquero o lanzador de lanzas que pierde su objetivo). Según Aristóteles, "La desgracia es provocada no por un vicio o depravación [general], sino por algún error o fragilidad [particular]. "  El revés es el resultado inevitable pero imprevisto de alguna acción realizada por el héroe. También es un error pensar que este revés puede ser provocado por un poder superior (por ejemplo, la ley, los dioses, el fate o la sociedad), pero si la caída de un personaje es provocada por una causa externa, Aristóteles lo describe como un desventura y no como una tragedia.
Además, el héroe trágico puede lograr alguna revelación o reconocimiento (anagnórisis--"conocer de nuevo" o "volver a conocer" o "conocer a través de") sobre el destino humano, el destino y la voluntad de los dioses. Aristóteles denomina este tipo de reconocimiento "un cambio de la ignorancia a la conciencia de un vínculo de amor u odio".
En Poética, Aristóteles dio la siguiente definición en griego antiguo de la palabra "tragedia" (τραγῳδία):
La tragedia es una imitación de una acción que es admirable, completa (compuesta de una introducción, una parte media y un final), y posee magnitud; en lenguaje hecho placentero, cada una de sus especies separadas en diferentes partes; representada por actores, no a través de la narración; efectuando a través de la piedad y el miedo la purificación de tales emociones.
El uso común de la tragedia se refiere a cualquier historia con un final triste, mientras que para ser una tragedia aristotélica la historia debe ajustarse al conjunto de requisitos establecidos por la Poética. Según esta definición, el drama social no puede ser trágico porque en él el héroe es víctima de circunstancias e incidentes que dependen de la sociedad en la que vive y no de las compulsiones interiores -psicológicas o religiosas- que determinan su progreso hacia el autoconocimiento y la muerte. Sin embargo, lo que constituye exactamente una "tragedia" es una cuestión frecuentemente debatida.
Según Aristóteles, hay cuatro especies de tragedia:
1. Compleja, que implica Peripecia y Descubrimiento.
2. Sufrimiento, tragedias de tal naturaleza pueden verse en las historias mitológicas griegas de Áyaxes e Ixiones
3. Carácter, tragedia de carácter moral o ético. Tragedias de esta naturaleza se pueden encontrar en Phthiotides y Peleo
4. Espectáculo, la de tema parecido al horror. Ejemplos de esta naturaleza son Fórcides y Prometeo

### Hegel
G.W.F. Hegel, el filósofo alemán más famoso por su enfoque dialéctico de la epistemología y la historia, también aplicó dicha metodología a su teoría de la tragedia. En su ensayo "Hegel's Theory of Tragedy", A.C. Bradley presentó por primera vez al mundo anglosajón la teoría de Hegel, que Bradley denominó la "colisión trágica", y contrastó con las nociones aristotélicas del "héroe trágico" y su "hamartia" en análisis posteriores de la trilogía de la Oresteia de Esquilo y de la Antígona de Sófocles. El propio Hegel, sin embargo, en su seminal "La Fenomenología del Espíritu" defiende una teoría más complicada de la tragedia, con dos ramas complementarias que, aunque impulsadas por un único principio dialéctico, diferencian la tragedia griega de la que sigue a Shakespeare. Sus últimas conferencias formulan tal teoría de la tragedia como un conflicto de fuerzas éticas, representadas por personajes, en la antigua tragedia griega, pero en la tragedia shakesperiana el conflicto se presenta como uno de sujeto y objeto, de personalidad individual que debe manifestar pasiones autodestructivas porque solo tales pasiones son lo bastante fuertes para defender al individuo de un mundo externo hostil y caprichoso:
Los héroes de la tragedia clásica antigua se encuentran con situaciones en las que, si se deciden firmemente a favor del único pathos ético que solo conviene a su carácter acabado, deben entrar necesariamente en conflicto con el poder ético igualmente [gleichberechtigt] justificado que se les enfrenta. Los personajes modernos, en cambio, se encuentran en un cúmulo de circunstancias más accidentales, dentro de las cuales uno podría actuar de esta o aquella manera, de modo que el conflicto, aunque ocasionado por condiciones previas externas, sigue estando esencialmente enraizado en el carácter. Los nuevos individuos, en sus pasiones, obedecen a su propia naturaleza... simplemente porque son lo que son. Los héroes griegos también actúan de acuerdo con la individualidad, pero en la tragedia antigua tal individualidad es necesariamente... un pathos ético autónomo... En la tragedia moderna, sin embargo, el carácter en su peculiaridad decide de acuerdo con los deseos subjetivos... de tal manera que la congruencia del carácter con el objetivo ético exterior ya no constituye una base esencial de la belleza trágica...
Los comentarios de Hegel sobre una obra en particular pueden elucidar mejor su teoría: "Visto externamente, la muerte de Hamlet puede verse como provocada accidentalmente... pero en el alma de Hamlet comprendemos que la muerte ha acechado desde el principio: el banco de arena de la finitud no puede bastar a su dolor y ternura, a tal pena y náusea ante todas las condiciones de la vida... sentimos que es un hombre a quien el asco interior casi ha consumido mucho antes de que la muerte le sobrevenga desde fuera".